# Cubitalia tristis
Cubitalia tristis är en biart som först beskrevs av Morawitz 1876.  Cubitalia tristis ingår i släktet Cubitalia och familjen långtungebin. Inga underarter finns listade i Catalogue of Life.